# Вкладыши (наушники)

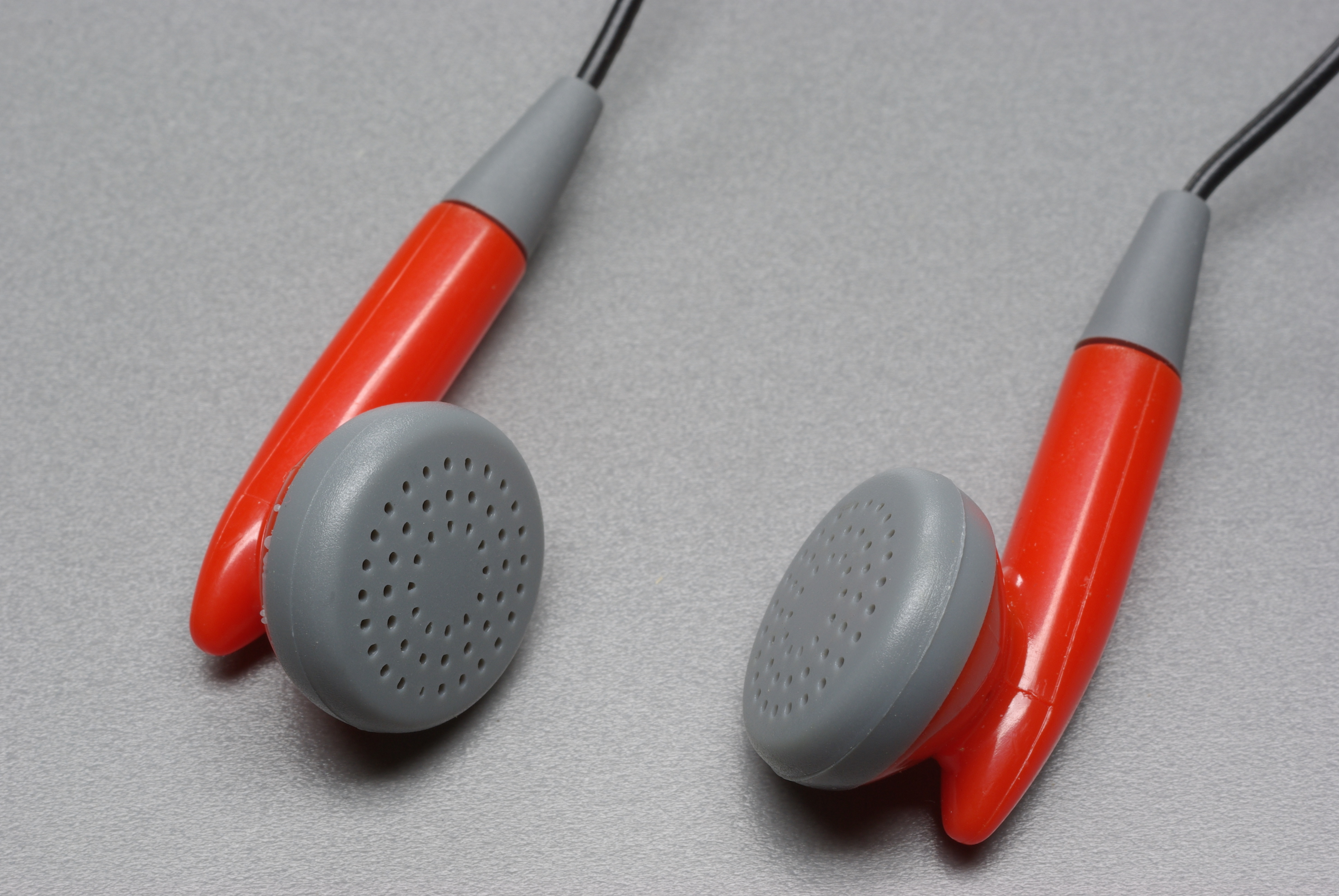

Вкла́дыши — наушники, закладываемые в ушную раковину и удерживаемые там силой упругости или за счет формы наушника. Вследствие малого размера мембраны (от 13 до 16 мм) и отсутствия звукоизоляции считаются не очень подходящими в плане передачи всех звуковых слышимых ухом частот. Вкладыши часто проектируются с полуоткрытым акустическим оформлением, но и закрытые плохо изолируют от внешних шумов из-за того, что неплотно закрывают ушной канал. Слабая пассивная звукоизоляция пропускает звук наружу, за ушную раковину, из-за чего звук вкладышей слышен окружающим, тем, кто находится рядом с работающими наушниками. Производство наушников-вкладышей идет на спад из-за твердой и часто не эргономичной конструкции капсул, которая подходят не для всех ушей, в отличие от вакуумных наушников с мягкими и сменными амбушюрами разных размеров. Самая популярная модель вкладышей – Apple AirPods.
В 1991 году инженеры компании Etymotic Research адаптировали аудиологические наушники (используемые в диагностических тестах и исследованиях слуха) для использования в аудиотехнике. Эти наушники были первыми, по образцу которых создаются все наушники-вкладыши в секторе потребительской электроники.
У наушников-вкладышей есть еще сленговые названия - «капельки» или «таблетки». Но название "вкладыши" оказалось самым устойчивым, постепенно вытесняя из обихода «капельки» и «таблетки».
В 2021 году компания Apple презентовала модель Apple AirPods 3, которая заменит одну из самых популярных наушников вкладышей Apple AirPods 2, являясь неким гибридом между вакуумными наушниками Apple Airpods Pro и вкладышами AirPods 2. Главными конкурентами Apple в данной категории является компания Huawei со своей линейкой вкладышей Huawei Freebuds.